# Échec et mat (film, 1931)
Pour les articles homonymes, voir Échec et mat (homonymie).
Pour plus de détails, voir Fiche technique et Distribution.
Échec et mat est un film français réalisé par Roger Goupillières, sorti en 1931.

## Fiche technique
- Titre : Échec et mat
- Réalisation : Roger Goupillières
- Photographie : Fédote Bourgassoff
- Décors : Lucien Aguettand
- Musique : Ralph Erwin
- Société de production : Pathé-Natan
- Pays d'origine :  France
- Format :  Noir et blanc - - 1,20:1 - 35 mm - son mono
- Durée : 75 minutes
- Date de sortie : France - 21 août 1931[1]

## Distribution
- Jean-Pierre Aumont : Jacques
- Daniel Lecourtois : Robert Manoy
- Jean Marchat : Claude Darblet
- Dolly Davis : Aline Rouvray, la fiancée de Claude
- Adrien Lamy : Lagoupille
- Georges Paulais : le juge d'instruction
- Ginette d'Yd : Simone
- Rolla Norman : M. Sylvestre
- Fernand Mailly : le commissaire
- Robert Tourneur : l'avocat